# العنف المنزلي في أوغندا

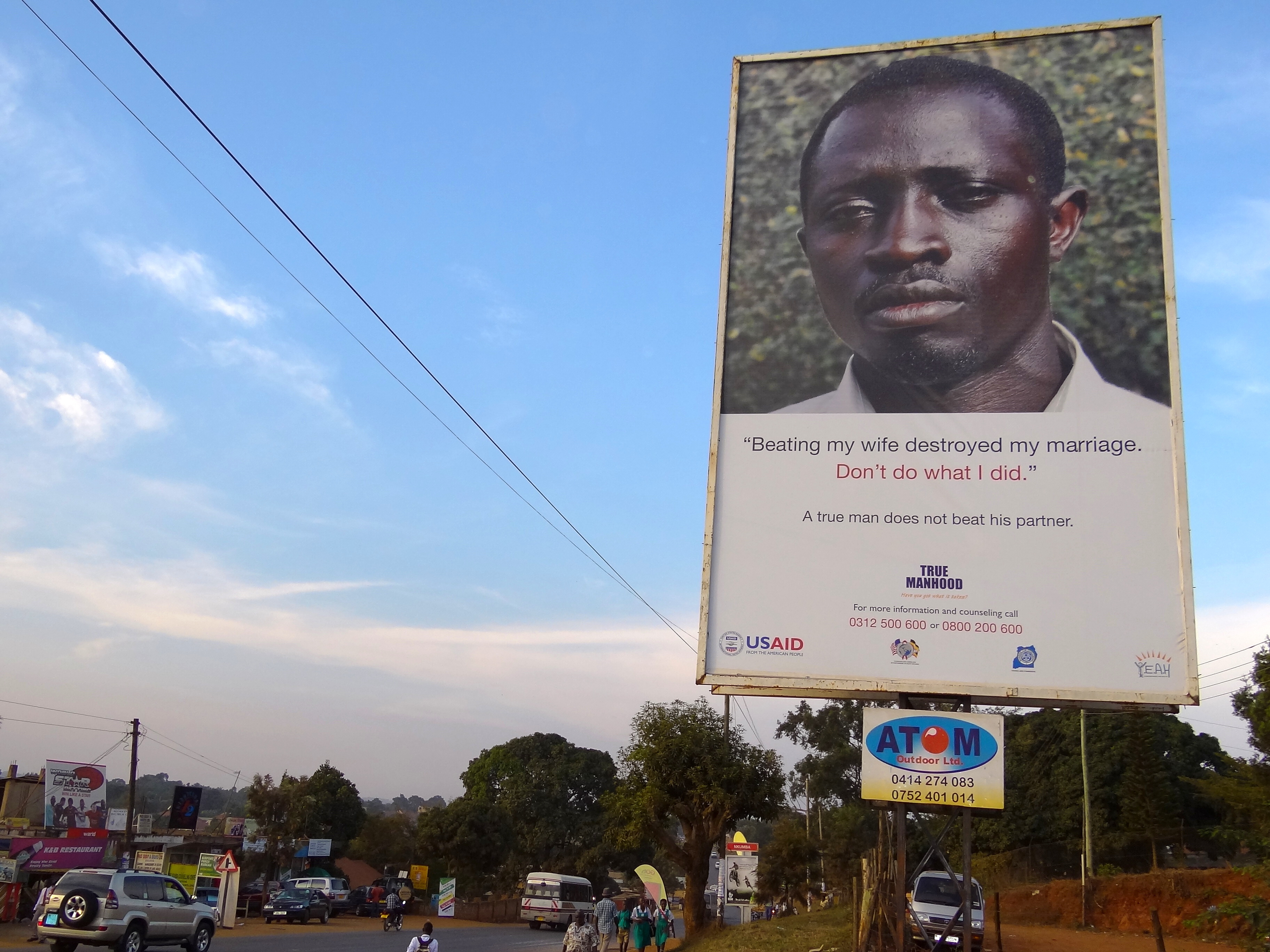
لافتة مناهضة للعنف الأسري - أوغندا

العنف المنزلي في أوغندا تعد مشكلة كما هو الحال في أجزاء كثيرة من أفريقيا. 
هناك اعتقاد ثقافي عميق في أوغندا أنه من المقبول اجتماعيا ضرب امرأة لتأديبها. ضرب الزوجة يكلف الاقتصاد الأوغندي المليارات من شلن سنويا.